# Svans Sø
Svans Sø (dansk) eller Schwansener See (tysk) er en sø i Sydslesvig i det nordlige Tyskland. Den cirka 1120 ha store sø ligger i den nordlige del af halvøen Svans i nærheden af købstaden Kappel og feriebyen Damp. Søen er 1,7 kilometer lang og op til 800 meter bred. Den har tilløb af Svansbæk (også Sortebæk) og har afløb i Østersøen.
Svans Sø var tidligere en bugt af Østersøen, men blev med tiden afsnævret fra Østersøen på grund af sandaflejringer. Søen er nu kun adskilt af en smal landbræmme ud til kysten. Vandet i søen er brakvand. Området omkring søen er præget af saltenge og overdrev. Hele området indgår i et fuglebeskyttelsesområde.